# Tyrrell 020
La Tyrrell 020 fu la vettura del team Tyrrell che corse nella stagione 1991. Era guidata da Stefano Modena e Satoru Nakajima. Progettata sempre da Harvey Postlethwaite presentava le più importanti novità per quanto riguardava il motore, in quanto i buoni risultati ottenuti l'anno precedente, convinsero la Honda a fornire il suo V10 campione del mondo in carica alla squadra di Ken Tyrrell per la stagione, ma a parte qualche acuto (secondo posto di Modena a Monaco in griglia, secondo posto in gara in Canada) la vettura non mantenne le attese, a causa di un errato calcolo della distribuzione dei pesi (grave errore progettuale che venne notato solo a stagione inoltrata) e della scarsa competitività delle gomme Pirelli, con quest'ultima ormai prossima al ritiro dalla Formula 1 a fine stagione.
La vettura fu utilizzata anche nelle due stagioni seguenti in versioni evolute: la Tyrrell 020B motorizzata Ilmor per il 1992 e la Tyrrell 020C motorizzata Yamaha per il 1993.
Nella prima delle due stagioni fu condotta da Olivier Grouillard affiancato da Andrea De Cesaris; nel 1993 al pilota italiano venne affiancato il giapponese Ukyo Katayama.

## Risultati in Formula 1
| Anno | Telaio | Motore     | Gomme | Piloti             | 1   | 2   | 3   | 4   | 5   | 6   | 7   | 8    | 9   | 10  | 11  | 12  | 13  | 14  | 15  | 16  | Punti | Class. |
| ---- | ------ | ---------- | ----- | ------------------ | --- | --- | --- | --- | --- | --- | --- | ---- | --- | --- | --- | --- | --- | --- | --- | --- | ----- | ------ |
| 1991 | 020    | Honda V10  | P     |                    | USA | BRA | SMR | MON | CAN | MEX | FRA | GBR[ | GER | HUN | BEL | ITA | POR | ESP | JPN | AUS | 12    | 6ª     |
| 1991 | 020    | Honda V10  | P     | Satoru Nakajima    | 5   | Rit | Rit | Rit | 10  | 12  | Rit | 8    | Rit | 15  | Rit | Rit | 13  | 17  | Rit | Rit | 12    | 6ª     |
| 1991 | 020    | Honda V10  | P     | Stefano Modena     | 4   | Rit | Rit | Rit | 2   | 11  | Rit | 7    | 13  | 12  | Rit | Rit | Rit | 16  | 6   | 10  | 12    | 6ª     |
| 1992 | 020B   | Ilmor V10  | G     |                    | RSA | MEX | BRA | ESP | SMR | MON | CAN | FRA  | GBR | GER | HUN | BEL | ITA | POR | JPN | AUS | 8     | 6ª     |
| 1992 | 020B   | Ilmor V10  | G     | Olivier Grouillard | Rit | Rit | Rit | Rit | 8   | Rit | 12  | 11   | 11  | Rit | Rit | Rit | Rit | Rit | Rit | Rit | 8     | 6ª     |
| 1992 | 020B   | Ilmor V10  | G     | Andrea De Cesaris  | Rit | 5   | Rit | Rit | 14  | Rit | 5   | Rit  | Rit | Rit | 8   | 8   | 6   | 9   | 4   | Rit | 8     | 6ª     |
| 1993 | 020C   | Yamaha V10 | G     |                    | RSA | BRA | EUR | SMR | ESP | MON | CAN | FRA  | GBR | GER | HUN | BEL | ITA | POR | JPN | AUS | 0     | NC     |
| 1993 | 020C   | Yamaha V10 | G     | Ukyo Katayama      | Rit | Rit | Rit | Rit | Rit | Rit | 17  | Rit  | 13  |     |     |     |     |     |     |     | 0     | NC     |
| 1993 | 020C   | Yamaha V10 | G     | Andrea De Cesaris  | Rit | Rit | Rit | Rit | Rit | 10  | Rit | 15   |     |     |     |     |     |     |     |     | 0     | NC     |